# S-bus
S-busser er en type hurtige og direkte buslinjer i Storkøbenhavn med få stop. De første linjer blev oprettet af HT den 21. oktober 1990, og i perioden frem til 1998 blev S-busnettet løbende udbygget med flere linjer. I dag drives S-busnettet af trafikselskabet Movia og er en naturlig del af rygraden i den kollektive trafik i Hovedstadsområdet. I 2024 transporterede de ca. 25 mio. passagerer, svarende til 14,6 % af det samlede passagertal.
S-busserne kan kendes på deres blå hjørner, der i 2003 afløste det oprindelige design med blå-hvide striber i tagkanten. På stoppesteder, kortmateriale og andet er linjerne markeret med samme blå farve. S-busserne har trecifrede linjenumre, som er delelige med 50, efterfulgt af bogstavet "S". De linjer, hvis numre ender på 00, kører på tværs af S-togsnettet, mens de øvrige linjer, hvis numre ender på 50, er enkelt- eller dobbeltradiale via Københavns centrum. Siden 2004 findes der otte S-buslinjer, mens yderligere fire er blevet nedlagt, hvortil kom yderligere to linjer, der var planlagte men aldrig blev oprettet.
I modsætning til de nyere A-busser og R-Net betjener S-busserne kun de mest benyttede stoppesteder.

## Generelt
S-busserne er underlagt Movia og indgår i deres takstsystem på linje med andre busser, tog og metro. Driften er udliciteret til forskellige entreprenører.
S-busnettet består siden 2004 af otte linjer fordelt på fem tværlinjer og tre radiallinjer. De fem tværlinjer, 200S, 300S, 400S, 500S og 600S, kører på tværs af S-togsnettet i varierende afstand fra Københavns centrum, mens de tre radiallinjer, 150S, 250S og 350S, kører i området mellem S-baner og andre baner. De fungerer derved som supplement, kompenserer for manglen på baner på tværs og skaber forbindelser fra omegnskommunerne til Københavns centrum. Der er lagt vægt på direkte linjeføringer med et minimum af omveje og varianter.
Som udgangspunkt køres fra tidlig morgen til midnat. På linje 150S, 250S og 350S køres dog døgnet rundt, mens der på linje 200S, 400S og 500S er natdrift nat efter fredag og lørdag. Linje 200S og 500S har til gengæld også et par strækninger gennem industriområder, der ikke betjenes om aftenen og i weekenden. Frekvensen er forholdsvis høj med afgange mindst hvert 12. minut i myldretiden og hvert 20. minut udenfor på de fleste linjer. På nogle yderstrækninger er det dog kun hver anden bus, der kører helt igennem. Linje 600S, der delvist kører i landområder, kører hvert kvarter i dagtimerne mandag-fredag og hver halve time i øvrigt. På flere andre linjer forstærkes driften i myldretiden og dagtimerne kun på dele af strækningerne. Hvor der er natdrift køres i reglen en gang i timen.
Undervejs standses normalt kun ved de mest benyttede stoppesteder ved for eksempel jernbanestationer og busterminaler, hvor andre linjer krydser og ved store rejsemål såsom større virksomheder og uddannelsesinstitutioner. Dette afspejler, at passagererne primært er pendlere og dernæst fritidsrejsende. I gennemsnit er der ca. 1.000 meter mellem hvert stoppested, men afhængigt af de lokale forhold kan afstanden variere mellem 300 og 1.300 meter. Selve stoppestederne er forsynet med standere, hvor linjenummer og destination er angivet med hvid skrift på blå baggrund. Desuden er der elektronisk nedtælling til næste bus og oversigter over intervallet mellem busserne på de forskellige tider af dagen. Som regel er der også læskærme med bænke og trafikkort over det givne område.
Busserne er i Movias normale gule farve men med blå hjørner i højre side foran og venstre side bagpå. De indsatte busser varierer fra linje til linje alt afhængig af den aktuelle entreprenørkontrakt, og der kan således ses busser fra både Scania, Volvo, BYD, Yutong, Iveco og Mercedes-Benz. På flere linjer benyttes der 13,7 m lange busser, men ellers varierer størrelsen fra 12 m på linje 500S til 14,6 m på linje 150S. På linje 150S, 250S, 500S og 600S benyttes eldrevne busser og på de øvrige linjer diesel som drivkraft. Alle busser er helt eller delvist forsynet med lavt gulv. Generelt afspejler de, at passagererne typisk kører mellemlange ture, omend længere på tværlinjerne end på radiallinjerne, der kører gennem det centrale København. Det betyder på den ene side, at der er stor udveksling af passagerer ved mange stoppesteder, hvorfor busserne er forsynet med tre dørsæt med mulighed for hurtig ind- og udstigning. På den anden side er det imidlertid også nødvendigt at tage hensyn til de længere rejser med komfortable sæder. I alle tilfælde leveres der trafikinformation på skærme med oplysning om næste stoppested, klokkeslæt mv. og af faste skilte med oversigt over stoppesteder og skift til andre linjer.

## Historie
De første konkrete planer til det, der skulle blive til S-busnettet, fremkom i Kollektiv Trafikplan 1989, hvor det blev foreslået at oprette syv "superbuslinjer" i årene 1989-1993 og yderligere en efter 1993. Tanken var, at de skulle fungere som regionale forbindelser på tværs af de eksisterende S-baner og fjernbaner og samtidig komplettere dem. Rejsehastigheden skulle være høj med få stoppesteder undervejs, og frekvensen og komforten skulle ligeledes være høj. Desuden skulle der være et samlet design- og sloganprogram for hele det nye system. Endelig var det tanken, at de nye linjer ikke bare skulle have numre men også kunne have hver deres navn, der skulle stå med store bogstaver på siden af busserne.
Seks af de påtænkte linjer ville være deciderede tværlinjer i vekslende afstand fra Københavns centrum, mens en ville forbinde Valby med Københavns Lufthavn, og den sidste ville være en dobbeltradiallinje mellem Dragør og Gladsaxe. En af tværlinjerne, Superbus "Sjælsø" mellem Rungsted Kyst og Karlslunde, forudsatte dog etablering af en ny vejforbindelse, Ring 5, for at kunne blive oprettet mellem Allerød og Karlslunde. Vejen blev imidlertid ikke bygget og linjen blev aldrig oprettet. I stedet endte man med at fremrykke en unavngiven superbuslinje mellem Rungsted Kyst og Ballerup, der først skulle have været etableret efter 1993 men i praksis blev det som linje 500S i 1993.

### Superbusserne
| Linje                     | Påtænkt rute                                                                                                | Svarede til                                       | Virkelighed |
| ------------------------- | --- | ------------------------------------------------- | --- |
| Superbus "Sjællandsbroen" | Valby - Sjællandsbroen - Lufthavnen                                                                         | 78E                                               | Delvist indgået i etablering af linje 100S i 1997. |
| Superbus "Kalvebod"       | Lyngby - Buddinge - Gladsaxe Trafikplads - Husum - Rødovre - Friheden - Avedøre Holme - Tårnby - Lufthavnen | 174E                                              | Oprettet i 1991 som linje 200S mellem Lyngby og Friheden. Avedøre Holme - Lufthavnen indgået i forlængelse af linje 500S i 1998. Linje 200S forlænget fra Friheden til Avedøre Holme i 2010, men afkortet fra Lyngby til Buddinge i 2017. |
| Superbus "Ringvejen"      | Klampenborg - Lyngby - Buddinge - Gladsaxe Trafikplads - Herlev - Glostrup - Ishøj - Hundige                | 172E med forlængelser til Klampenborg og Hundige. | Oprettet i 1990 som linje 300S mellem Lyngby og Hundige, men afkortet til Ishøj i 2005. Klampenborg - Lyngby trafikeret af linje 200S 1993-1995.                                                                                          |
| Superbus "Vestskoven"     | Lyngby - Bagsværd - Ballerup - Høje Taastrup - Ishøj - Hundige                                              | 154E med forlængelse til Hundige                  | Etableret i 1990 som linje 400S Lyngby - Ishøj og forlænget til Hundige i 1993, men afkortet igen i 2024. |
| Superbus "Sjælsø"         | Rungsted Kyst - Allerød - Måløv knudepunkt - Høje Taastrup - Karlslunde                                     | 361 Rungsted Kyst - Allerød                       | Aldrig oprettet. |
| Superbus "Frederiksborg"  | Hillerød - Ølstykke - Roskilde                                                                              | 309E                                              | Oprettet i 1990 som linje 600S. |
| Superbus "Langebro"       | Dragør - Tårnby - Langebro - København H - Gladsaxe Trafikplads                                             | 64 og 73E                                         | København H - Gladsaxe Trafikplads indgået i etablering af linje 250S i 1994. Tårnby - Dragør indgået i etablering af linje 350S i 1995. Den oprindeligt planlagte strækning realiseret på linje 250S i 2019.                             |
| Superbus uden navn        | Ballerup - Farum - Birkerød - Rungsted Kyst                                                                 | 152 Ballerup - Farum                              | Oprettet i 1993 som linje 500S, men omlagt til Kokkedal i 1994. |

### S-busserne oprettes
De første tre linjer blev oprettet af det daværende Hovedstadens Trafikselskab (HT) den 21. oktober 1990. Navnet var blevet ændret til S-busser, der ikke stod for noget officielt men spillede på, at linjerne kørte på tværs af S-togsnettet. Ideen med navne for de enkelte linjer var også blevet droppet, idet de i stedet fik numre med hele hundreder. Den planlagte Superbus "Ringvejen" blev således etableret som linje 300S ad primært Ring 3 fra Lyngby st. via Buddinge st., Herlev og Glostrup st. til Ishøj st. og videre til Hundige st. i myldretiden. Den erstattede de hidtidige linjer 134, 162 og 172E. Superbus "Vestskoven" blev til linje 400S ad primært Ring 4 og Motorring 4 fra Lyngby st. via Bagsværd st., Ballerup st. og Høje Taastrup st. til Ishøj st.. Den erstattede linje 154E. Superbus "Frederiksborg" blev til linje 600S ad Primærrute 6 fra Hillerød st. via Slangerup, Ølstykke st. og Jyllinge til Roskilde st.. Den erstattede linje 309E. Som et kuriosum kan i øvrigt nævnes, at den første S-bus ifølge køreplanen var en linje 300S, der kørte fra stoppestedet ved Gladsaxe Trafikplads om morgenen kl. 6.15 med kurs mod Ishøj st., hvortil den ankom kl. 6.47.
Fra starten var det meningen, at komforten skulle være høj. 26 busser blev ombygget formedelst 6 mio. kr., så de bl.a. fik fuldturiststole med nakkestøtte og armlæn, mørktonede sideruder, læselamper, bagagehylder, lys ved midtergangen der tillige fik gulvtæppe samt oversigter over både den enkelte linje og hele S-busnettet. Udenpå fik busserne blå/hvide striber i tagkanten og blå destinationsskilte med hvid tekst. Dertil kom så selve rejsetiden, der blev holdt nede ved, at man kun stoppede ved de største stoppesteder. Desuden sparede man tid ved, at busserne ikke kørte ind omkring terminalerne på Gladsaxe Trafikplads og ved Herlev st. men nøjedes med at stoppe på Ring 3 udfor dem. Derudover blev antallet af kørte ture øget, ligesom der blev kørt på faste minuttal.
Også ved stoppestederne kunne de nye standarder mærkes. De traditionelle stoppesteder udformet som rør med skilte foroven blev erstattet af standere, mens læskærmene, der fandtes i mange forskellige udformninger, blev erstattet af en ny standardtype passende til standeren. Både stander og læskærm stammede oprindelig fra en konkurrence om ny udformning af stoppested i 1985-86, om end især læskærmen var blevet modificeret i mellemtiden. De blev ikke lavet med S-busser i tankerne men blev alligevel fra starten et karakteristika for de nye linjer. I øvrigt fulgtes det sædvanlige princip med, at linjerne så vidt muligt havde hver deres stoppested i terminalerne men delte med andre linjer ved stoppesteder ude langs ruten.
Men et var de fine intentioner og mange nye tiltag, noget andet var virkeligheden. Da en busentusiast dagen efter oprettelsen noterede hvilke busser, der faktisk var indsat, måtte vedkommende konstatere, at kun tre ud af tolv busser på linje 300S og kun tre ud af syv busser på linje 400S var rigtige S-busser. Tre af ikke-S-busserne på linje 400S kunne endda ikke engang skilte korrekt men kørte rundt som linje 400E med grønne destinationsskilte fra ekspresbuslinjer. Endnu værre så det ud, da samme entusiast 26. oktober kiggede nærmere på linje 600S. Her var kun en ud af otte busser rigtig S-bus. En af de andre var endda en af de 21 kunstbusser, som HT havde ladet udsmykke i løbet af 1980'erne, men som man nu ellers lige havde besluttet at afvikle.
Ikke desto mindre var successen hurtigt hjemme. Mest tydeligt var det på linje 300S, hvor belægningen var så høj, at der i løbet af vinteren forsøgsvist blev indsat ledbusser for at dække efterspørgslen. I første omgang blev almindelige ledbusser overflyttet fra andre garager, men efterfølgende kom der ledbusser indrettet som S-busser i fast drift på linjen. Desuden blev linje 300S forlænget til Hundige st. i hele driftstiden 6. januar 1991.
Næste skud på stammen kom den 2. juni 1991 med oprettelsen af linje 200S fra Lyngby st. via Husum st.,Rødovre st. og Hvidovre Hospital til Friheden st., i de oprindelige planer omtalt som en del af Superbus "Kalvebod". I forhold til det oprindelige koncept var der dog tale om en kraftig devaluering, idet de eneste ændringer nu var tonede ruder og mere komfortable stole. Gulvtæpper, læselamper og bagagehylder var blevet sparet væk, mens lysene langs midtergangen forsvandt, fordi de blev sparket i stykker.

### Hovedtransportmiddel
Allerede efter de første par år havde HT god grund til at være tilfreds med de fire nye linjer. Eller som det hed i Kollektiv Trafikplan 1993:
"S-busserne er hovedtransportmidlet i det regionale net i fingerbyområdet på tværs af baneradialerne. Krydsningspunkterne definerer vigtige knudepunkter i det regionale kollektive net." (...) "Introduktionen af S-busser har været en stor succes. Der er nu ca. 40.000 rejser på S-buslinjerne på en hverdag, hvilket svarer til en stigning på 20 % i forhold til rejsetallet i tværforbindelser før S-bussernes oprettelse. S-busnettet skal derfor videreudvikles ved at udvide nettet, ved at øge frekvensen, ved at forbedre bussernes fremkommelighed og ved at forbedre korrespondancer og skiftemuligheder til radialbanerne."
Planen lagde umiddelbart op til oprettelse af en ny linje 500S mellem Rungsted Kyst og Ballerup og forlængelse af linje 600S til en station på Køge Bugt-banen, mens forlængelse af linje 200S til Klampenborg st. og linje 300S til Kokkedal overvejedes. Derudover blev der stadig overvejet en linje fra Høje Taastrup via Måløv og Allerød til Rungsted Kyst. Det forudsatte dog stadig en ny vej fra Hedehusene over Måløv til Allerød. Den blev imidlertid ikke anlagt, og linjen blev aldrig oprettet.
Hvad der blev oprettet var til gengæld linje 500S, der kom til den 23. maj 1993. Og i modsætning til ved oprettelsen af linje 200S fik komforten denne gang et ordenligt nyk opad. Benpladsen var næppe set større før i HT's busser, og der var både mønttelefon og kaffeautomat om bord. Det sidste til trods for at det dengang som nu gjaldt, at "is, mad og drikkevarer må ikke nydes i bussen". Selve linjen gik fra Rungsted Kyst via Birkerød st. og Farum til Ballerup og var en realisering af den unavngivne superbus fra de oprindelige planer. I modsætning til de andre linjer erstattede den kun i begrænset omfang eksisterende linjer.
Et halvt års tid senere, den 26. september 1993, oprettedes der som noget specielt en ren myldretidslinje i form af linje 303S fra Gammel Holte over Buddinge st., Herlev og Glostrup til Ishøj st. Linjen supplerede linje 300S men kørte i modsætning til denne udenom Lyngby st. og Glostrup st. Det var den første nye linje, der ikke stammede fra de oprindelige planer. Samtidig med oprettelsen af den nye linje blev flere af de eksisterende linjer desuden forlænget, så linje 400S og 600S kom til Hundige st., mens linje 200S blev forlænget til Klampenborg st. i myldretiden.
Året efter kom endnu en linje til i form af linje 250S den 25. september 1994. I modsætning til de hidtidige linjer var der imidlertid ikke længere tale om en tværlinje men derimod en dobbeltradiallinje fra Buddinge st. via Bellahøj, Københavns Hovedbanegård og Sundbyvester Plads til Lufthavnen. Linjen var dermed en delvis realisering af planernes Superbus "Langebro". Samtidig ændredes nummerkonceptet, så radiallinjer fik numre, der ender på 50, i modsætning til tværlinjernes 00, Ved samme lejlighed blev linje 300S i øvrigt forlænget til Kokkedal st., mens linje 500S blev omlagt i nord til selvsamme station og i syd forlænget til Glostrup st.

### Nye planer og linjer
I januar 1995 udgav HT S-busplan 1995-1997, der lagde op til en kraftig udbygning af S-busnettet. Der skulle etableres nye S-buslinjer, hvor de eksisterende lokale buslinjer og S-tog ikke gav tilstrækkelig højklasset betjening, og der skulle oprettes flere radiallinjer. Baggrunden var bl.a., at hvor der var indført S-busser, var årlige fald i passagertallene på 2-3 % blevet vendt til stigninger på 6-7 %. Til gengæld betød det, at man ikke længere kunne holde målet om en mindste rejsehastighed på 40 km/t men måtte nøjes med mindst 25 km/t i de centrale bydele. De nye tiltag ville omfatte de fem radiallinjer 150S, 350S, 450S, 550S og 650S og tværlinjen 100S. Ved fuld etablering ville det øge S-bussernes andel af det samlede antal vogntimer kørt for HT fra ca. 10 % til ca. 20 %.
Første resultat kom i form af linje 350S, der blev oprettet den 24. september 1995 fra Ballerup st. via Husum Torv, Kongens Nytorv og Sundbyvester Plads til Dragør. Andre steder i regionen blev der imidlertid samtidig gjort de første indhug i S-busnettet. Linje 200S blev afkortet fra Klampenborg st. til Lyngby st., da der var for få passagerer. Og linje 303S gled helt ud, da den blev ændret til den almindelige ekspresbuslinje 174E.

### Historien om linje 450S
Næste skud på stammen var planlagt til juni 1996 med oprettelsen af linje 450S og 650S. Linje 450S skulle køre fra Gladsaxe Trafikplads via Tingbjerg, Godthåbsvej og Hovedbanegården til Holmen og ville erstatte dele af linje 2, 8 og 11. Forudsætningen var imidlertid, at der blev etableret en busvej i Tingbjerg mellem Ruten/Langhusvej og Blaagaard Statsseminarium. Københavns Kommune var imidlertid modstandere af den nye busvej, der aldrig blev etableret. I første omgang betød det, at oprettelsen af linje 450S blev udskudt et år til 1997, hvor linjen dog heller ikke blev til noget. Senere i 1997 blev den så helt droppet på grund af den fortsatte modstand og det forhold, at den kommende metro ville overflødiggøre en anden del af linjen.
Hvis linje 450S var blevet oprettet, ville dens ruteføring have været: Holmen – Danneskiold-Samsøes Alle − Prinsessegade – Christianshavns Torv – Torvegade – Knippelsbro – Børsgade – Christiansborg Slotsplads – Vindebrogade – Stormgade – Tietgensgade – Bernstorffsgade – Hovedbanegården – Hammerichsgade – Gyldenløvesgade – Rosenørns Allé – Rolighedsvej – Godthåbsvej – Grøndal st. – Godthåbsvej – Primulavej – Annebergvej – Gaunøvej – Brønshøjvej – Brønshøj Torv – Frederikssundsvej – Åkandevej – Terrasserne – en ny busvej til Mørkhøjvej – Mørkhøjvej – Gladsaxe Møllevej – Gladsaxe Trafikplads. Strækningen fra Holmen til Terrasserne kom dog til at indgå i den i 2002 oprettede linje 2A.
Tanken om en ny busvej spøgte dog stadig flere år efter. I Trafikplan 2003 var det således planen, at linje 2A på et tidspunkt efter 2005 skulle omlægges og forlænges fra Tingbjerg ad den nye busvej som beskrevet ovenfor til Gladsaxe Trafikplads. Det er dog endnu ikke blevet til noget, og linje 2A har stadigvæk – ligesom ved oprettelsen i 2002 – endestation i Tingbjerg.

### De sidste nye linjer
Da linje 450S måtte udskydes, valgte man i stedet at fremrykke linje 550S, der oprettedes den 2. juni 1996 fra Glostrup st. via Rødovre, Vesterbrogade og Hovedbanegården til Kvæsthusbroen. Samtidig oprettedes linje 650S fra Avedøre st. via Hvidovre Hospital, Hovedbanegården og Østerbrogade til Hellerup st..
Året efter, den 28. september 1997, blev linje 100S fra Svanemøllen st. via Nørrebro st. og Valby st. til Sundbyvester Plads oprettet. Med sin kørsel over Sjællandsbroen svarede den delvist til Superbus "Sjællandsbroen" fra de oprindelige planer. Dengang havde det været tanken at køre til Lufthavnen, men det blev ikke til noget nu, formentlig på grund af den forestående åbning af Øresundsbanen til Lufthavnen i 1998.
Ved samme lejlighed var det tanken, at linje 150S også skulle være oprettet, men den var afhængig af en ombygning af Helsingørmotorvejen, der endnu ikke var færdig. Først den 1. februar 1998 blev den oprettet fra Kokkedal st. via Hørsholm, Helsingørmotorvejen og Nørreport st. til Hovedbanegården. I forhold til S-busplanen var der sket et par ændringer, idet den påtænkte nordlige endestation ved Vedbæk st. blev ændret til Kokkedal st., ligesom det havde været tanken, at den sydlige endestation skulle være Nørreport st. En nyhed var at der blev etableret et kys-og-kør-stoppested på Helsingørmotorvejen ved Nærum st., så bilister kunne sætte passagerer af, der skulle videre med bus, og tilsvarende samle dem op.
Med linje 150S var S-busnettet nu oppe på 11 linjer, og der er ikke efterfølgende etableret nye linjer. Til gengæld kunne de eksisterende linjer mønstre flere udvidelser. Da Øresundsbanen til Lufthavnen åbnede den 27. september 1998, skete der således omfattende ændringer af busnettet på Amager. Det omfattede blandt andet, at linje 100S blev forlænget til Lergravsparken, at linje 350S blev omlagt via den nye Tårnby st., og at linje 500S blev forlænget fra Glostrup via Brøndby Strand, Avedøre Holme og Tårnby til den nye station ved Lufthavnen. Et par år efter, den 8. oktober 2000, blev linje 150S desuden forlænget til det nye indkøbscenter Fisketorvet.
Udover de nævnte ændringer havde HT også forskellige andre tanker og planer i Busplan 2001, der blev omtalt i Kollektiv Trafikplan 1998 for hovedstadsområdet. Der var ikke planer om nye S-buslinjer frem til 2001, men derefter kunne det blive aktuelt med en S-buslinje fra Karlebo via Allerød og Måløv til Høje Taastrup. Om betjeningen af Københavns og Frederiksberg Kommuner lød det: "HT vil i de kommende 4 år sætte fokus på en forenklet busbetjening i tætbyen. Planen er gradvist at opbygge et net af S-buslinier og udvalgte lokale linier, som med 10-minutters grundfrekvens giver et letforståeligt og attraktivt grundnet. Afstanden mellem stoppestederne vil formentlig være lidt større end i dag for at sikre en høj rejsehastighed."
Derudover var der planer om nye direkte buslinjer til supplering af S-busserne i myldretiderne. De skulle køre fra byområder i Hovedstadsområdets periferi til Indre By i København eller til store koncentrationer af arbejdspladser i Københavns Amt. Der skulle også ses på behovet for direkte linjer mellem Hovedstadsområdet og resten af Sjælland. Det var dog i begge tilfælde en forudsætning, at de direkte linjer kom til at give en bedre betjening og flere passagerer generelt, og de ikke forringede grundlaget for jernbanerne.

### Projekt Basisnet
I 1997-1998 arbejdede HT sammen med andre selskaber og myndigheder om Projekt Basisnet. Det fokuserede især på betjening af områder i København, der ikke var tilstrækkeligt dækket af eksisterende eller kommende baner. Projektet resulterede i tre udbygningsforslag med brug af metro, moderne sporvogne og/eller højklassede busser til supplering af baner og S-busser. I alle tilfælde forudsattes det, at metroen fra Vanløse til Vestamager og Lufthavnen, Ringbanen fra Hellerup til Sjælør eller Ny Ellebjerg og en havnetunnel mellem Langelinie og Refshaleøen blev etableret.
De tre forslag blev præsenteret nærmere i en rapport fra HT og Trafikministeriet i maj 1999. Det første forslag, Basisnet 1, var baseret på et net af sporveje fra Indre By til Glostrup og Gladsaxe og ad Ring 3 fra Lyngby til Ishøj. Det skulle suppleres af S-busser med egen infrastruktur på Ring 4 fra Lyngby til Ballerup, en strækning fra Glostrup via Brøndbyøster og Hvidovre Hospital til Valby og en fra Østerport st. via havnetunnellen og Amagerbrogade til Ørestad st. De to sidste strækninger skulle bindes sammen med kørsel ad sporvejens tracé gennem Vesterbro og Indre By.
Basisnet 2 var baseret på en metroring i de centrale bydele med en afgrening til Valby og sporvogne på Ring 3 mellem Lyngby og Glostrup. Der skulle være S-busser med egen infrastruktur på Ring 4, fra Glostrup til Valby og fra Østerport st. til Ørestad st. som i Basisnet 1. Desuden skulle der være det fra Nørrebro st. via Frederikssundsvej og Tingbjerg til Gladsaxe Trafikplads, fra Nørrebro st. via Frederiksborgvej og Gladsaxevej til Buddinge st., fra den kommende Flintholm st. via Damhusdæmningen og Rødovre Parkvej til Glostrup st. og på Ring 3 mellem Glostrup og Ishøj. Busserne på de strækninger, der endte ved Ringbanen, skulle fortsætte indenfor denne men uden egen infrastruktur.
Basisnet 3 var fuldstændig baseret på S-busser med enten egen infrastruktur eller med trafikafvikling på deres præmisser. Udover de nævnte strækninger i Basisnet 1 og 2 skulle der være radiale strækninger fra Indre By ad Østerbrogade til Hellerup st., Nørrebrogade til Nørrebro st., Godthåbsvej til Flintholm st. og Vesterbrogade til Valby st. Der skulle desuden køres på tværs fra Nordhavn st. ad Blegdamsvej og H.C. Ørsteds Vej til Sjælør st. samt ad Jagtvej og Falkoner Allé. Dertil kom en central strækning fra Stormgade via Kongens Nytorv til Østerport st., en forbindelse fra Østerport st. via Rigshospitalet til Nørrebro st. og hele Ring 3 fra Lyngby til Ishøj.
I praksis endte planerne som A-busser, metrostrækningen Cityringen og Hovedstadens Letbane på Ring 3 som beskrevet i de efterfølgende afsnit. Havnetunnelen er derimod trods skiftende planer endnu ikke blevet til noget. Buskørsel ad Damhusdæmningen er også blevet på papiret.

### Status ved årtusindskiftet
Ved 10 års jubilæet i 2000 kunne det konstateres, at S-busnettet var på sit højdepunkt i trafikal forstand. Både linjenet, driftshyppighed og passagertal var steget gevaldigt. Linje 350S var endda kommet op at køre 18 gange i timerne i dagtimerne på den centrale strækning mellem Husum Torv og Amager Centret i 1999. Linjen var da også den næstmest benyttede af alle HT's linjer med 9,93 mio. passagerer, et tal kun linje 16 kunne overgå. Samtidig lå linje 250S på 6. pladsen og linje 150S på 10. pladsen.
Komforten og det eksklusive kunne der derimod ikke længere prales med. Det eneste, der nu adskilte S-busserne fra de almindelige busser, var de blå/hvide striber i tagkanten og linjekortet indeni busserne. Turiststolene var nu forsvundet ligesom linje 500S' kaffeautomat, mønttelefon og andre specielle tiltag. Til gengæld havde almindelige busser nu også fået tonede ruder og bedre sæder, alt imens de engang særlige stoppestedsstandere nu bredte sig overalt. Og hvor rullefilm til at vise destinationer på busserne hidtil havde kunne byde på blå baggrundsfarve til S-busserne, blev standard nu punktmatrixskilte med sort baggrund for alle linjer.
Til gengæld gjorde HT sig tanker om indsættelse af dobbeltdækkerbusser på flere S-buslinjer. I foråret 1998 havde man således forsøgsvis indsat en dobbeltdækkerbus lånt hos Berliner Verkehrsbetriebe (BVG) på linje 250S, hvilket havde været en succes. Efterfølgende satsede man på at indsætte dobbeltdækkerbusser på linje 350S, men det måtte opgives, da de ikke kunne komme under et par broer undervejs. Også på linje 300S måtte det opgives af samme årsag. Linje 250S fik imidlertid indsat dobbeltdækkerbusser fra den 3. april 2001. Efterfølgende blev de også indsat på enkelte andre linjer, blandt andet linje 650S i 2003-2004, men nogen større udbredelse fik de ikke, blandt andet fordi flere lave broer begrænsede, hvor de ellers kunne indsættes.

### Fra stambusplaner til A-busser
I efteråret 1999 udarbejdede HT et debatoplæg om et stambusnet i Københavns og Frederiksberg Kommuner, der skulle etableres ved metroens åbning i oktober 2002. I foråret 2000 blev det fulgt op af et konkret forslag til HT's bestyrelse. Der henvistes i den forbindelse blandt andet til erfaringerne med S-busserne, der med sit enkle og højklassede system havde givet anledning til stor kundetilfredshed. Med stambusserne var det så tanken at etablere seks linjer, der ville udgøre en enkelt og overskueligt net med hyppig drift og stop ved alle stoppesteder. De ville desuden erstatte hele eller dele af flere S-buslinjer, mens de resterende så til gengæld i højere grad kunne komme til at fungere som hurtige forbindelser mellem forstæderne og centrum. Planen omfattede blandt andet, at linje 100S helt skulle erstattes af den senere linje 4A, linje 550S delvist af den senere linje 6A og linje 650S helt af den senere linje 1A. Desuden skulle linje 150S afkortes til Nørreport st., og linje 250S omlægges fra lufthavnen til Vasbygade.
Pr. 1. juli 2000 indgik HT som en del af det nyoprettede Hovedstadens Udviklingsråd (HUR), hvor det hovedsageligt fortsatte som HUR Trafik. Her blev der arbejdet videre med planerne, og i april 2001 blev der fremsat et detaljeret forslag til et stambusnet. I forhold til de første planer var den omlagte linje 250S her ført ud på Teglholmen. Desuden fremgik det, at linje 350S' ekstrakørsel mellem Husum Torv og Amager Centret skulle erstattes af den senere linje 5A og metroen.
Stambusplanerne havde dog den følge, at ikke bare S-buslinjerne men også de fleste andre linjer i området ville blive berørt. Som alternativ arbejdedes der derfor med et referencebusnet, hvor det eksisterende busnet blev bibeholdt i størst muligt omfang. Metroen ville stadig medføre en del omlægninger og nedlæggelser men væsentligt flere buslinjer ville kunne bibeholdes uændret. Linje 100S, 550S og 650S ville således alle kunne overleve uden ændringer. Linje 150S skulle dog stadig afkortes til Nørreport st., linje 250S have mindsket ekstrakørsel mellem Rådhuspladsen og Sundbyvester Plads, og linje 350S have sin ekstrakørsel afkortet fra Amager Centret til Nørreport st. Det var desuden tanken, at der i givet fald skulle køre dobbeltdækkerbusser på linje 100S, 250S, 350S og 650S, mens linje 150S og 550S skulle betjenes af 13,7 m lange busser. Desuden skulle stoppestederne forbedres i henhold til tidligere planer, mens busprioritering, der var planlagt til stambusnettet, også ville være fornuftigt ved referencebusnettet.
I udarbejdelsen af forslaget havde HUR Trafik dog lagt vægt på stambusnettet, der blev anset for at være en offensiv linje for den fremtidige bustrafik i København. Referencebusnettet havde da også den ulempe, at det fortsat var nødvendigt at supplere med andre buslinjer til at betjene de stoppesteder, som S-busserne sprang over. Nogle der alt andet lige betød, at nogle strækninger fik dobbelt betjening. Slutresultatet blev da også, at HUR besluttede at indføre stambusnettet ved sit møde 26. oktober 2001. Det blev samtidig besluttet, at det skulle ske i tre etaper i takt med åbningen af metroen.
Ændringerne i første etape ved metroens åbning i 20. oktober 2002 blev vedtaget af HUR på et møde 28. februar 2002, hvor det også blev besluttet, at stambusserne skulle kaldes for A-busser. Det kom til at berøre linje 250S og 350S, der begge mistede deres ekstrakørsel til fordel for metroen og de nye linje 2A og 5A. Til gengæld beholdt linje 250S sin linjeføring. Ved anden etape 25. maj 2003 med oprettelsen af linje 1A og 6A blev linje 550S nedlagt, og linje 150S afkortet til Nørreport st. Linje 650S reddede derimod livet for en stund, selvom stort set hele dens linjeføring blev overtaget af linje 1A. Til gengæld blev den kraftigt omlagt, så den kørte via Mozarts Plads og Fisketorvet og blev afkortet fra Hellerup til Kvæsthusbroen. Desuden overtog den nogle af de dobbeltdækkerbusser, der var blevet til overs på linje 250S året før. Den 14. december 2003 blev de to sidste af de planlagte A-buslinjer, 3A og 4A, oprettet, mens linje 100S blev nedlagt og fuldstændig erstattet af sidstnævnte.

### I A-bussernes skygge
A-busserne blev de nye stjerner i især Københavns og Frederiksberg Kommuner, men de tilbageværende S-busser dækkede stadig meget mere end dem. Nu blev fokus i stedet vendt mod de oprindelige tanker med dem som regionale linjer på tværs. Frekvensen skulle øges, rejsetiden gerne sænkes og komforten være høj, hvor rejserne var længst. Desuden skulle der være realtidsinformation både i busser og på stoppesteder som ved A-busserne. Samtidig blev S-bussernes udvendige design ændret til at matche de nye A-bussers med blå hjørner som pendant til A-bussernes røde og med linjeoversigt i bussens tagkant. Sidstnævnte viste sig dog at være upraktisk og blev derfor senere droppet, da en del af busserne også benyttes på natbuslinjer med helt andre linjeføringer.
Pæne ord var dog lige så lidt som omfattende omlægninger i stand til at redde linje 650S, der derfor den 17. oktober 2004 blev nedlagt og erstattet af myldretidslinjen 65E med samme linjeføring. Samme dag blev linje 500S afkortet fra Lufthavnen til Ørestad st., da busserne alligevel kørte parallelt med togene på Øresundsbanen her. Arbejder i området gjorde imidlertid den nye endestation til lidt af en udfordring, og der er blevet skiftet flere gange mellem sløjfekørsel ad gaderne omkring indkøbscentret Fields og en egentlig terminal på Kay Fiskers Plads. Den 20. marts 2005 blev linje 300S i syd afkortet fra Hundige st. til Ishøj st. og i den modsatte ende fra Kokkedal st. til Nærum st. den 22. oktober 2006. Fra den 22. oktober 2006 blev driften på linje 400S indstillet om aftenen efter ca. kl. 20, hvor der til gengæld blev oprettet en ny linje 400 med næsten samme linjeføring men med stop ved alle stoppesteder.
Hovedstadens Udviklingsråd blev nedlagt som institution i forbindelse med Strukturreformen 1. januar 2007. HUR Trafik blev så i stedet fusioneret med Vestsjællands Trafikselskab og Storstrøms Trafikselskab til Movia. Det havde dog ingen praktisk betydning for S-busserne, udover at der kom et nyt logo på busser og stoppesteder i foråret 2007.
Til gengæld genoplivede Movia ideen om direkte buslinjer i 2007. Det foresloges at etablere et net af linjer mellem de større byer på Sjælland, der skulle betjenes af busser med høj kvalitet og få stop undervejs. Desuden skulle busserne kunne komme udenom bilkøerne ved at have lov at køre i nødsporene på motorvejene, sådan som det kendtes fra tilsvarende koncepter i Sverige og Norge. I S-bussernes område kunne sådanne busser tænkes at køre fra København til henholdsvis Humlebæk, Fredensborg, Slangerup og Slagslunde, mens andre kunne køre længere ud på Sjælland. I 2009 var det tanken at starte med et treårigt forsøg med tre linjer fra henholdsvis Stege, Nykøbing Falster og Slagelse til Ballerup st. Forsøget kunne igangsættes med 18-24 måneders varsel, hvis man fik de nødvendige statslige puljemidler til drift og anlægsarbejder. I praksis blev det dog ikke til noget, så S-busserne fik ingen konkurrenter på den måde.
Den 16. marts 2008 blev linje 250S fuldstændig omlagt på Amager, så den i stedet for at køre til Lufthavnen fra Langebro blev omlagt til Islands Brygge. Noget usædvanligt for en S-bus standsede den her ved alle stoppesteder og fungerede således noget i strid med konceptet som lokal linje. Den 1. april 2012 blev linjen forlænget videre sydpå til Bella Center st., en forlængelse der til at begynde med kun skulle have varet i sommerhalvåret, men som i praksis blev helårlig. Den 28. marts 2010 blev linje 200S forlænget fra Friheden st. til den østlige del af Avedøre Holme i myldretiderne. Den blev dog omlagt til den vestlige del af Avedøre Holme 29. marts 2015, hvor den også kom til at køre mellem myldretiderne. Linje 350S fik en afgrening til Herlev st. 1. april 2012. Endelig blev linje 300S blev forlænget nordpå igen, denne gang til Gammel Holte, fra 24. marts 2013 til 8. august 2014 og igen fra 27. marts 2016.
På materielsiden forsvandt ledbusserne fra linje 300S den 15. marts 2008, efter at den efterhånden var blevet den sidste linje i Hovedstadsområdet til at have dem. På linje 250S forsvandt dobbeltdækkerbusserne den 21. oktober 2012. De havde aldrig fået den håbede udbredelse, ikke mindst fordi lave broer, træer og andre forhindringer begrænsede, hvor de ellers kunne indsættes. I stedet skaffedes den ekstra kapacitet med de enetages men længere 13,7 m-busser.
Den 11. januar 2009 forsvandt de trykte køreplaner fra S-busserne. Trykning og distribution af dem kostede ca. 600.000 kr. om året, og dem ønskede Movia i stedet at bruge på at forbedre informationen på internettet og via mobiltelefoner. Alle busser i Hovedstadsområdet var blevet udstyret med en GPS, der gjorde det muligt at beregne, hvornår de ville være fremme ved et givent stoppested. Passagerne kunne så sende en sms med stoppestedets navn og få at vide, hvornår de næste busser ville stoppe der. Derudover var det muligt at få information på Movias hjemmeside og Rejseplanen. Passagerer der ønskede det kunne selv printe køreplaner ud fra Movias hjemmeside eller få dem tilsendt fra Movias kundecenter. Erfaringen fra A-busserne, hvor den samme ændring var gennemført i januar 2008, viste dog, at kun få passagerer benyttede sig af muligheden for at få køreplaner tilsendt.

### Natdrift og Nyt Bynet
I maj 2015 offentliggjorde Movia en produktoversigt for S-busserne. Her blev konceptet beskrevet generelt sammen med en række minimumskrav og optimale forhold. For at opnå det sidste ønskede Movia at forbedre S-buslinjerne med hyppigere drift, linjeføringer uden varianter og længere stoppestedsafstand, så rejsehastigheden kunne øges. Ved stoppestederne skulle tilgængeligheden øges, og udvalgte stoppesteder skulle have perronlignende forhold med høj kantsten, rejseinformation og større læskure. I busserne skulle komforten og informationsniveauet øges, og støjniveauet mindskes. Desuden var det tanken at indføre drift nat efter fredag og lørdag på S-busserne, efter at man havde fået gode erfaringer med drift døgnet rundt på A-busserne. Ved at overføre en del af driften fra de eksisterende natbusser ville man desuden kunne løse problemet med disses parallelkørsel med tog flere steder, samtidig med at det ville blive enklere for passagerne, der i forvejen kendte S-busserne.
I marts 2015 afleverede COWI et notat til Movia og Region Hovedstaden med forslag til nye og ændrede regionale buslinjer i regionen, som den havde overtaget det økonomiske ansvar for 1. januar 2015. Her blev der blandt andet kigget på forskellige muligheder for at give Dragør bedre forbindelse til jernbanenettet. En af mulighederne var en grendeling af linje 350S, så den ville komme til at køre skiftevis øst og vest om Københavns Lufthavn mellem Amager Landevej og Dragør. En anden mulighed var en forlængelse af linje 500S fra Ørestad st. via lufthavnen til Dragør. I begge tilfælde ville det give en hurtig forbindelse mellem Dragør og Københavns Lufthavn st. men til gengæld med ulemper andre steder. Et andet forslag i notatet handlede om en ændring af linje 250S, så den i stedet for at køre til Buddinge st. skulle køre via Værebroparken, Værløse St. og Farum til Hillerød. Det ville blandt andet give Hillerød en direkte forbindelse til Farumbanen. Linje 250S' kørsel mellem Hovedbanegården og Bella Center St. skulle til gengæld overgå til en ny eller omlagt linje.
Notatet fra COWI gav grundlag for et forslag til trafikbestilling for 2016 til Region Hovedstaden, men her var der ikke længere tale om omlægninger eller forlængelser af S-buslinjerne. Til gengæld blev der lagt op til en relancering af E-buslinjerne, så de blev til hurtige og direkte forbindelser, især i myldretiderne. Relanceringen fandt sted i forbindelse med køreplansskiftet 27. marts 2016 og resulterede i et net på fem linjer, hvoraf de tre supplerede S-buslinjer. Linje 15E, den tidligere linje 173E, supplerede linje 150S mellem Nørreport st. og Forskerparken i Hørsholm. Linje 30E, den tidligere linje 330E, supplerede linje 300S mellem DTU og Ishøj st. men kørte udenom Lyngby st. og Glostrup st. Og den nye linje 40E supplerede linje 400S mellem Lyngby og Høje Taastrup st. men kørte via Malmparken st. i stedet for Ballerup st. Derudover oprettedes linje 55E mellem Malmparken st. og Allerød st. og linje 65E mellem Skibby og Hillerød, men de supplerede kun S-busserne i mindre omfang.
I september 2016 blev der indgået et forlig i Region Hovedstaden om det næste års budget, der blandt andet kom til at medføre flere besparelser og ændringer på de regionale buslinjer. For S-busserne betød det, at linje 150S, 250S og 350S kom til at køre en gang i timen om natten, hvorved de kom til at erstatte hele eller dele af natbuslinjerne 81N, 92N, 95N og 96N, der nedlagdes, og linje 94N, der mistede driften i weekenden. Budgetforliget kom dog også til at medføre indskrænkninger for S-busserne, idet linje 200S blev afkortet fra Lyngby st. til Buddinge st., en strækning der dog i forvejen blev betjent af linje 300S. Derudover var der planer om at afkorte linje 250S fra Bella Center st. til Hovedbanegården og linje 500S fra Ørestad st. til Avedøre Holme samt at opdele linje 350S i to linjer med færre afgange, men det blev droppet. Endvidere indgik det i forliget, at linje 600S skulle køre en gang i timen om natten i weekenden som erstatning for linje 91N, der skulle nedlægges, men det blev ikke omsat i praksis.
31. maj 2016 vedtog Folketinget en lov om anlæggelse af Hovedstadens Letbane ad linje 300S' rute ad Ring 3 mellem Lundtofte og Ishøj st. De første anlægsarbejder gik i gang i efteråret 2018, og fra 2020 gav de anledning til flere midlertidige omlægninger af linje 300S m.fl. Letbanen forventes at blive indviet i 2025. Til den tid vil de buslinjer, der kører parallelt med letbanen blive nedlagt, hvilket blandt andet forventes at omfatte linje 300S.
Den 29. september 2019 åbnede Metroselskabet metrostrækningen Cityringen, hvilket fik betydning for mange buslinjer, heriblandt linje 250S og 350S. Movia valgte i den forbindelse at ændre store dele af det københavnske busnet 13. oktober 2019 til det, de kaldte for Nyt Bynet. Grundlaget for ændringerne blev skabt i forbindelse med udarbejdelse af Trafikplan 2016, der blev godkendt af Movias bestyrelse 23. februar 2017. Planerne blev efterfølgende mere konkrete med præsentationen af Nyt Bynet i januar 2018 med enkelte efterfølgende ændringer.
Nyt Bynet medførte, at linje 250S blev kraftigt omlagt, så den kom til at køre fra Bagsværd st. ad Hillerødmotorvejen til Gladsaxe Trafikplads og herfra videre ad motorvejen og Frederikssundsvej til Nørrebro st. Derefter kørtes ad blandt andet Lundtoftegade til Borups Plads, hvorfra der fortsattes ad den hidtidige rute via Rosenørns Allé og Hovedbanegården til Amager Boulevard. Derfra kørtes ad linje 350S's hidtidige rute ad Amagerbrogade - Tårnbyvej - Englandsvej - Krudttårnsvej til Dragør Stationsplads. Linje 350S blev til gengæld indskrænket til at kun køre mellem Ballerup st. og Nørreport st., idet de korte ture til og fra Herlev st. bortfaldt.
Ved køreplansskiftet 15. december 2024 blev linje 400 nedlagt, mens linje 400S til gengæld kom til at køre om aftenen igen. Samtidig overtog linje 600S strækningen mellem Hundige st. og Ishøj st. fra linje 400S, så linje 600S kan få forbindelse til Hovedstadens Letbane. Designet på busserne blev også påbegyndt ændret, idet Movia i efteråret 2022 havde vedtaget at afvikle de farvede hjørner på blandt andet S-busserne. I stedet vil linjenumrene blive vist med hvid skrift på blå baggrund. I forbindelse med køreplansskiftet 29. juni 2025 blev der indført natkørsel på linje 200S, 400S og 500S nat efter fredag og lørdag.

### Bus rapid transit
I Movia Mobilitetsplan 2020 blev der udpeget fire S-buslinjer, der helt eller delvist kan omdannes til Bus rapid transit (BRT). Det vil omfatte kørsel i busbaner, så trængsel undgås, stationslignende stoppesteder med niveaufri indstigning og større busser, der kører på el eller biobrændstof. Det vil være til gavn for både rejsehastighed, økonomi og miljø, ligesom det vil tiltrække flere passagerer. På sigt vil BRT også kunne bruges til drift med førerløse busser. Derudover vil BRT kunne spille sammen med byudvikling flere steder.
Mobilitetsplanen blev fulgt op af rapporter om BRT på linje 150S, 200S og 400S i løbet af 2020-2021. På linje 150S vil det omfatte strækningen fra Haraldsgade i forlængelse af Den kvikke vej til Kokkedal st. Dog omlægges strækningen via DTU Science Park (Forskerparken), der i dag betjenes af linje 15E, samt i Kokkedal. På linje 200S vil BRT omfatte strækningen mellem Gladsaxe Trafikplads og Avedøre Holme. Strækningen kommer til at gå direkte ad Avedøre Havnevej men med en afstikker til Friheden st. Desuden sker der en omlægning til en ny endestation på den østlige del af Avedøre Holme. Linje 400S bliver lagt sammen med linje 400 og 40E til en BRT-strækning mellem Lyngby st. og Ishøj st. Den bliver ført via Malmparken st. i stedet for Ballerup st. Desuden sker der omlægninger ved Værebroparken, i Høje Taastrup og ved Broenge i Ishøj. Derudover nævner mobilitetsplanen BRT på linje 250S mellem Bellahøj og Bagsværd st., men det er der ingen rapport om.
BRT-strækningerne bliver så vidt muligt udformet som afgrænsede tracéer med to busbaner, enten i midten eller i siderne af vejene. På linje 150S er der dog et stykke på Usserød Kongevej, hvor der kun er plads til en busbane i midten af vejen, der skal benyttes skiftevis i de to retninger. Linje 150S vil desuden få en BRT-strækning i midten af et stykke af Helsingørmotorvejen og linje 400S tilsvarende på Motorring 4. For at få plads til BRT-strækningerne er det i et vist omfang nødvendigt at inddrage kørebaner, parkeringspladser og areal fra private matrikler. Dertil kommer så udvidelse eller etablering af broer samt tilslutningsanlæg ved motorveje. Der bliver dog også enkelte strækninger, hvor pladsmangel gør, at der skal køres i blandet trafik.
BRT-strækningerne får typisk stationer der, hvor der er stoppesteder nu. Der sker dog enkelte sammenlægninger, ligesom omlægninger gør, at nogle stoppesteder erstattes af stationer andre steder. Selve stationerne udformes med 42 m lange perroner, så der kan holde to ledbusser ved dem samtidig. Perronerne lægges som regel overfor hinanden og udstyres med ramper for at muliggøre niveaufri indstigning. Desuden opsættes der læskærme, bænke, hegn, rejsekortudstyr mv. På linje 150S’s strækning ad Helsingørmotorvejen lægges perronerne forskudt af hensyn til pladsen og med trapper og elevatorer til tværgående broer.
Rapporterne anslår at det vil koste 2,25 mia. kr. for 25,9 km på linje 150S (87 mio. kr. pr. km), 1,05 mia. kr. for 16,6 km på linje 200S (64 mio. kr. pr. km) og 1,87 mia. kr. for 33,4 km på linje 400S (55,9 mio. kr. pr. km). Tallene omfatter tracé, stationer, broanlæg og arealerhvervelser men er eksklusive materiel og ledningsomlægninger. Det er især broer og tilslutningsanlæg ved motorveje, der trækker priserne op. Til gengæld anslås det, at kortere køretid, forbedret regularitet og omlægninger vil øge passagertallene med mellem 20 og 50 % afhængigt af linjen. Passagerne tænkes i rapporterne transporteret med elektriske busser. De kræver en højere kontraktbetaling til entreprenøren, men det opvejes af den kortere køretid.

## S-busnettet
| Linje | Oprettet           | Rute | Operatør                       | Bemærkninger |
| ----- | ------------------ | --- | ------------------------------ | --- |
| 150S  | 1. februar 1998    | Nørreport st. – Fredensbro – Vibenshus Runddel st. – Ryparken st. – Kildegårds Plads – Lyngbyvej – Helsingørmotorvejen – Nærum st. – Gammel Holte – Forskerparken – Hørsholm – Kokkedal st.                   | Umove, Bagsværd og Kvistgård   | Gammel Holte - Kokkedal st. betjenes mandag-lørdag kun af hver anden adgang. Om natten køres en gang i timen, mellem Nørreport st. og Gammel Holte dog to gange i timen nat efter fredag og lørdag. |
| 200S  | 2. juni 1991       | Buddinge st. – Gladsaxe Trafikplads – TV-Byen – Husum Torv – Husum st. – Rødovre Centrum – Rødovre st. – Hvidovre Hospital – Friheden st. (− Avedøre Holme)                                                   | GoCollective, Gladsaxe         | Friheden st. - Avedøre Holme betjenes kun mandag-fredag i dagtimerne. Nat efter fredag og lørdag køres en gang i timen mellem Gladsaxe Trafikplads og Friheden st.                                  |
| 250S  | 25. september 1994 | Dragør Stationsplads – Tårnby st. – Sundbyvester Plads – Amagerbro st. – Langebro – Hovedbanegården – Rådhuspladsen – Forum st. – Nørrebro St. – Bellahøj − Hareskovvej – Gladsaxe Trafikplads – Bagsværd st. | Umove, Bagsværd og Tårnby      | Om natten køres en gang i timen mellem Dragør Stationsplads og Gladsaxe Trafikplads. |
| 300S  | 21. oktober 1990   | Gammel Holte, Øverødvej – Nærum st. – DTU – Lyngby st. – Buddinge st. – Gladsaxe Trafikplads – Herlev Bymidte – Herlev st. – Glostrup st. − Vejlegårdsparken – Ishøj st.                                      | Nobina Danmark A/S, Glostrup   | Gammel Holte -Lyngby st. betjenes kun på hver anden afgang i dagtimerne. |
| 350S  | 24. september 1995 | Ballerup st. – Malmparken st. – Herlev Hovedgade – Husum Torv – Frederikssundsvej – Bellahøj – Nørrebro st. – Nørrebrogade – Nørreport st.                                                                    | Anchersen, Jernholmen          | Om natten køres en gang i timen. |
| 400S  | 21. oktober 1990   | Lyngby st. – Bagsværd st. – Ballerup st. – Hedegårdscentret – Høje Taastrup st. – Ishøj st. | Nobina Danmark A/S, Glostrup   | Nat efter fredag og lørdag køres en gang i timen. |
| 500S  | 23. maj 1993       | Kokkedal st. – Hørsholm – Birkerød st. – Farum – Værløse st. – Ballerup st. – Hedegårdscentret – Glostrup st. – Brøndby Strand st. – Avedøre Holme – Ørestad st.                                              | Keolis Danmark, Industriholmen | Mandag-fredag i dagtimerne køres via Fabriksparken i Glostrup. Glostrup st. - Ørestad st. betjenes om aftenen kun af hver anden afgang. Nat efter fredag og lørdag køres en gang i timen.           |
| 600S  | 21. oktober 1990   | Ishøj st. − Hundige st. – Greve st. – Tune – Vindinge – Roskilde st. – Risø – Jyllinge – Ølstykke st. – Slangerup Rtb. – Gørløse st. – Hillerød st.                                                           | Umove, Slangerup               | Enkelte afgange om morgenen og sent om aftenen kører kun på dele af strækningen. |

- Linje 150S suppleres af linje 15E på strækningen mellem Nørreport st. og Rævehøjvej, DTU mandag til fredag i myldretiderne.[161]
- Linje 400S suppleres af linje 40E på strækningen mellem Høje Taastrup og Lyngby st. i dagtimerne mandag til fredag. Linje 40E kører dog via Malmparken st. i stedet for Ballerup st.[162]

### Nedlagte S-buslinjer og -strækninger
| Linje | Oprettet           | Nedlagt            | Rute ved nedlæggelse | Bemærkninger                                                                           |
| ----- | ------------------ | ------------------ | --- | -------------------------------------------------------------------------------------- |
| 100S  | 28. september 1997 | 14. december 2003  | Svanemøllen st. - Nørrebro st. - Solbjerg st. - Valby st. - Sjællandsbroen - Sundbyvester Plads - Øresundsvej                 | Erstattet af linje 4A.                                                                 |
| 303S  | 26. september 1993 | 24. september 1995 | Ishøj st. - Ishøj Strandvej - Ring 3 - Buddingevej - Motorring 3 - Helsingørmotorvejen - Trørød                               | Kørte kun i myldretiden. Erstattet af oprindeligt linje 174E, siden 300S, 330E og 30E. |
| 550S  | 2. juni 1996       | 25. maj 2003       | Glostrup st. - Rødovre Parkvej - Vesterbrogade - Hovedbanegården - Holbergsgade - Kvæsthusbroen                               | Erstattet af linje 6A, 13, 123 og 650S, senere også 65E og 9A.                         |
| 650S  | 2. juni 1996       | 17. oktober 2004   | Avedøre st. - Hvidovre Hospital - Folehaven - Mozarts Plads - Vasbygade - Dybbølsbro st. - Hovedbanegården - Sankt Annæ Plads | Erstattet af linje 1A og 65E.                                                          |

Som det fremgår af ovenstående er der sket visse amputeringer af S-busnettet i forhold til dets velmagtsdage omkring årtusindskiftet. Ændringerne skyldes især etableringen af metroen og A-busnettet i 2002-2003, men der er også sket indskrænkninger ved flere andre lejligheder. Udover de rene nedlæggelser er følgende således også forsvundet:
- Dele af linje 150S (strækningen Nørreport st. – Fisketorvet erstattet af linje 5A og 30 og S-tog i 2003)[163]
- Dele af linje 200S (strækningen Lyngby st. – Klampenborg st. i 1995 og Buddinge st. - Lyngby st. i 2017)[23][93]
- Dele af linje 250S (strækningen Langebro – Lufthavnen erstattet af metro + linje 5A i 2008, Bella Center st. - Langebro erstattet af linje 68 i 2019, Hareskovvej - Buddinge st. erstattet af linje 4A i 2019)[75][107]
- Dele af linje 300S (strækningen Ishøj st. – Hundige st. erstattet af S-tog i 2005 og strækningen Gammel Holte – Kokkedal st. erstattet af linje 150S i 2006)[69][70]
- Dele af linje 350S (strækningen Nørreport st. - Amagerbro st. reelt erstattet af metro i 2019)[107]
- Aftenkørslen på linje 400S (erstattet af linje 400 i 2006)[70]
- Dele af linje 500S (strækningen Ørestad – Lufthavnen st. erstattet af regionaltog i 2004)[66]

Dertil kommer en række (ned)justeringer i afgangsfrekvensen på blandt andet linje 250S og 350S.

## Passagertal
De otte nuværende S-buslinjer og linje 400 havde sammenlagt 25 mio. passagerer i 2024. Det svarede til 14,6 % ud af det samlede passagertal på 171,8 mio. det år. I 2020 og 2021 var passagertallene påvirket af coronaviruspandemien.
Passagerne tælles stikprøvevis ved hjælp af såkaldte tællebusser, der er udvalgte busser med indbygget computer, der blandt andet tæller antallet af passagerer, der står på og af. Konceptet med tællebusser er ikke specielt for S-busserne men blev indført generelt efter forsøg med det i begyndelsen af 1980'erne. I 2008 var der 92 tællebusser i hele Hovedstadsområdet, der var indsat, så alle ture blev talt mindst en hverdag om måneden og tilsvarende for lørdag og søndag hvert kvartal. Ved den efterfølgende opregning af tallene tilføjes desuden ekstrakørsel og et tillæg for 0-2-årige børn, der ikke tælles automatisk.
| Linje | 2021       | 2022       | 2023       | 2024       | Bemærkninger                              |
| ----- | ---------- | ---------- | ---------- | ---------- | ----------------------------------------- |
| 150S  | 2.908.448  | 3.980.379  | 4.545.585  | 4.595.639  |                                           |
| 200S  | 1.951.552  | 2.543.233  | 2.958.342  | 3.108.333  |                                           |
| 250S  | 2.390.516  | 2.987.169  | 3.112.767  | 3.475.131  |                                           |
| 300S  | 2.607.025  | 3.068.644  | 2.828.195  | 2.953.761  | Linje 30E blev indlemmet i linjen i 2022. |
| 350S  | 2.109.668  | 2.638.156  | 2.844.297  | 2.867.002  |                                           |
| 400S  | 1.554.517  | 1.912.796  | 1.998.407  | 2.082.608  | Inklusive linje 400.                      |
| 500S  | 2.424.928  | 3.010.089  | 3.373.330  | 3.339.237  |                                           |
| 600S  | 1.798.081  | 2.349.411  | 2.531.018  | 2.610.897  |                                           |
| I alt | 17.744.736 | 22.489.876 | 24.191.941 | 25.032.609 |                                           |

## Uddybende artikler
Af de 12 S-buslinjer, der er oprettet i tidens løb, eksisterer de otte stadig i form af tværlinjerne 200S, 300S, 400S, 500S og 600S og radiallinjerne 150S, 250S og 350S. Af de fire nedlagte linjer var linje 303S en kortlivet myldretidslinje til supplering af linje 300S, som blev omdannet til en ekspresbuslinje, mens linje 100S og 550S blev nedlagt direkte eller indirekte som følge af etableringen af A-busnettet og metroen. Ved samme lejlighed blev linje 650S væsentligt afkortet og omlagt for året efter at blive omdannet til en ekspresbuslinje. Endvidere var der planer om en linje 450S og en linje ad den planlagte Ring 5, men de blev aldrig oprettet.
I tidens løb har de forskellige linjer gennemgået en række større og mindre ændringer. I de uddybende artikler er der gjort rede for både permanente og længerevarende midlertidige ændringer, i det der dog ved de midlertidige til tider hersker en vis usikkerhed om de konkrete datoer, hvorfor angivelserne der må tages med forbehold. Der er set bort fra omlægninger af få dages varighed og de til tider temmelig omfattende omlægninger i forbindelse med optog, demonstrationer, statsbesøg, sportsbegivenheder og lignende. Desuden er der set bort fra oprettelser og nedlæggelser af stoppesteder.
Udover linjeændringer er der også oplistet entreprenører og garageanlæg for de enkelte linjer. Bemærk at Busdivisionen skiftede navn til Bus Danmark 1. september 1995, og blev købt af Arriva i 1999. Arriva havde i forvejen købt Unibus og fusionerede efterfølgende de to selskaber under eget navn. I 2001 købte Arriva desuden Combus, men kørslen i Hovedstadsområdet blev umiddelbart efter solgt videre til Connex. I 2014 fusionerede City-Trafik og Nettbuss desuden til Keolis.
- Linje 100S kørte fra Svanemøllen st. via Nørrebro st., Valby st. og Sundbyvester Plads til Lergravsparken st. Den blev oprettet den 28. september 1997[30] og nedlagt 14. december 2003.[61] Fra starten var linjen udliciteret til Combus, der drev linjen fra sit garageanlæg ved Vasbygade.[5] I 2001 overtog Connex Combus' aktiviteter i Hovedstadsområdet, herunder linje 100S og garageanlægget ved Vasbygade.
- Linje 150S kører fra Nørreport st. ad Helsingørmotorvejen forbi Nærum st. og gennem Hørsholm til Kokkedal st. Nogle ture ender dog ved Gammel Holte, Øverødvej.[151] Linjen er udliciteret til Umove, der driver linjen fra sine garageanlæg i Bagsværd og Kvistgård.[3] Linjen blev oprettet den 1. februar 1998 som den hidtil seneste S-buslinje.[31]
- Linje 200S kører fra Buddinge st. via Gladsaxe Trafikplads, Husum Torv og Rødovre st. til Friheden st. I dagtimerne mandag-fredag fortsættes desuden videre til Avedøre Holme.[152] Linjen er udliciteret til GoCollective, der driver den fra sit garageanlæg i Gladsaxe.[3] Linjen blev oprettet den 2. juni 1991.[15]
- Linje 250S kører fra Bagsværd st. over Gladsaxe Trafikplads via Bellahøj, Nørrebro st., Københavns Hovedbanegård og Amagerbro st. til Dragør Stationsplads.[153] Linjen er udliciteret til Umove, der driver linjen fra sine garageanlæg i Bagsværd og Tårnby.[3] Linje 250S blev oprettet den 25. september 1994.[21] Fra den 3. april 2001[47] til den 21. oktober 2012 blev linjen betjent af dobbeltdækkerbusser.[83] De kørte også på enkelte andre linjer i Hovedstadsområdet, men linje 250S blev både den første og sidste linje til at have dem.[43][83]
- Linje 300S kører fra Gammel Holte, Øverødvej via Lyngby st., Herlev og Glostrup st. til Ishøj st.[155] Linjen er udliciteret til Nobina, der driver den fra sit garageanlæg i Glostrup.[3] Linjen blev oprettet den 21. oktober 1990.[154] Fra 1991 blev der indsat ledbusser,[13] der forblev på linjen indtil de blev taget ud af drift som det på det tidspunkt sidste sted i Hovedstadsområdet i 2008.[82] I 2025 forventes det, at linjen bliver erstattet af en ny letbane på Ring 3.[100]
- Linje 303S kørte fra Ishøj st. ad Ring 3 og Helsingørmotorvejen til Gammel Holte, senere Trørød Kollegiet. Linjen blev oprettet den 26. september 1993[20] til supplering af linje 300S som den første og indtil videre eneste myldretids-S-bus. Den blev nedlagt den 24. september 1995 og erstattet af ekspresbuslinjen 174E med næsten samme linjeføring.[23] Linjen blev kørt af Busdivisionen fra deres garageanlæg i først Gladsaxe og senere Ballerup.[5]
- Linje 350S kører fra Ballerup st. via Husum Torv og Nørrebro st. til Nørreport st. Linjen er udliciteret til Anchersen, der driver linjen fra sit garageanlæg på Jernholmen på Avedøre Holme.[3] Linje 350S blev oprettet mellem Ballerup st. og Dragør den 24. september 1995.[23] Den var tidligere en meget benyttet linje, indtil den blev reduceret til den nuværende linjeføring den 13. oktober 2019.[107]
- Linje 400S kører fra Lyngby st. via Bagsværd st., Ballerup st. og Høje Taastrup st. til Ishøj st.[158] Linjen er udliciteret til Nobina, der driver den fra sit garageanlæg i Glostrup.[3] Linjen blev oprettet den 21. oktober 1990.[154] Som noget usædvanligt for S-busserne kørte linje 400S fra 2006 til 2024 ikke om aftenen men erstattedes her af linje 400 med næsten samme linjeføring men med stop ved alle stoppesteder.[70][110]
- Linje 500S kører fra Kokkedal st. via Birkerød st., Farum Midtpunkt, Ballerup st., Glostrup st. og Avedøre Holme til Ørestad st.[159] Linjen er udliciteret til Keolis, der driver linjen fra sit garageanlæg på Industriholmen på Avedøre Holme.[3] Linjen blev oprettet den 23. maj 1993.[18]
- Linje 550S kørte fra Glostrup st. via Rødovre Centrum, Roskildevej og Tietgensbroen ved Hovedbanegården til Kvæsthusbroen. Den blev oprettet den 2. juni 1996[29] og nedlagt den 25. maj 2003.[60] I hele perioden var den udliciteret til City-Trafik, der drev linjen fra sit garageanlæg i Glostrup.[5]
- Linje 600S kører fra Hillerød st. via Gørløse st., Slangerup Rutebilstation, Ølstykke st., Roskilde st. og Greve st. til Ishøj st.[160] Linjen er udliciteret til Umove, der driver den fra sit garageanlæg i Slangerup.[3] Linjen blev oprettet den 21. oktober 1990.[154]
- Linje 650S blev oprettet den 2. juni 1996 og kørte da fra Avedøre st. via Hvidovre Hospital, Tietgensbroen ved Hovedbanegården og Trianglen til Hellerup st.[29] Denne linjeføring blev imidlertid overtaget af den nyoprettede linje 1A den 25. maj 2003 og i stedet omlagdes og reduceredes linje 650S til at køre mellem Avedøre st. og Kvæsthusbroen.[60] Ved samme lejlighed blev der desuden indsat dobbeltdækkerbusser på linjen.[43] Linjen blev nedlagt den 17. oktober 2004 og erstattet af linje 65E.[65] Linjen var udliciteret til City-Trafik, der drev linjen fra først sit garageanlæg i Hvidovre og senere garageanlægget på Thorvald Borgs Gade på Islands Brygge.[5]

## Galleri
- Linje 100S ved Toftegårds Plads i december 2003.
- Linje 150S på Helsingørmotorvejen ved Rævehøjvej.
- Linje 200S på Gladsaxe Ringvej.
- Linje 250S på Åboulevard.
- Linje 300S ved Lyngby st.
- Linje 350S ved Ballerup st.
- Linje 400S på Høje Taastrup Boulevard.
- Linje 500S på Frederiksborgvej i Farum.
- Linje 550S ved Kvæsthusbroen med Bornholmerfærgen i baggrunden.
- Linje 600S ved Hillerød st.
- Linje 650S ved Avedøre Station kort før nedlæggelsen i 2004.